# ヤドカリ (ミュージシャン)
ヤドカリは、秋田県出身ギター&ボーカルのゴーと、福岡県出身ジャンベ&ボーカルタイヘイの、九州・福岡を中心に全国で活動した2人組音楽ユニット。

## メンバー
- ゴー(ギター＆ボーカル)　1976年10月20日生まれ　＜出身／秋田＞
- タイヘイ(ジャンベ＆ボーカル)　1980年10月2日生まれ　＜出身／福岡＞

プライベートで同じく九州で活動する、ケイタクと仲がいい。

## 略歴
- 2002年、現メンバーとなる。
  - 九州・福岡を拠点に、全国でライブ活動を行っている。
  - インディーズ活動中に、アルバム3枚、ミニアルバム1枚、シングル2枚をリリース。
- 2003年、NHKの特別番組「ウインターソングバトル」を優勝。
- 2005年、NHKの番組「熱唱オンエアバトル」で初代チャンピオンとなる。
- 2006年6月28日、ビクターエンタテインメントより「30年後の君へ」でメジャーデビュー。
- 2009年11月30日、ジャンベボーカルのタイヘイが自身のホームページ内で本人の意思によりヤドカリを脱退する事を発表。

## Discography

### シングル
1. 30年後の君へ（2006年6月28日 発売）
  1. 30年後の君へ
  2. 一生分の一日
  3. ちりめん（LIVE　STYLE）
  4. 30年後の君へ（INSTRUMENTAL）
2. 博多の人（2006年9月21日 発売）
  1. 博多の人
  2. 宛て先
  3. 君の背中
  4. 博多の人 (instrumental)
  5. 宛て先 (instrumental)
  6. 君の背中 (instrumental)

### アルバム
- THEヤドカリ（2007年4月25日 発売）
  1. 一生分の一日
  2. いっそ愛を(原曲:It's so easy)
  3. いい顔(2007 mix)
  4. アホウドリ(Album ver.)
  5. 30年後の君へ(Album mix)
  6. 風をおもむくままに
  7. キノピオ
  8. 雨　　
  9. けんか(New ver.)
  10. ロンリーパパイヤ
  11. ランデブー
  12. 博多の人
  13. メッセージ
  14. ハッピーエンド
  15. 一番近くにいる君へ
  16. ベートーベン～旅立ち～(Album ver.)

  - 初回限定特典：DVD
  - 作詞作曲：ゴー（1,3,4,5,6,8,11,14,16曲目）
  - 作詞作曲：タイヘイ（2,7,9,10,12,13,15曲目）
- THE ヤドカリ②（2008年11月19日 発売）
  1. 準備万端
  2. 深呼吸
  3. 回数券
  4. フライ
  5. ブルーハート
  6. 立ちこぎサラリーマン
  7. こどもどうし
  8. キミコイボク
  9. 拝啓　故郷さま
  10. こもりうた
  11. 夢
  12. 強がり

  - 作詞作曲：ゴー（1,3,6,8,9,12曲目）
  - 作詞作曲：タイヘイ（2,4,5,7,10,11曲目）
  - 編曲：ヤドカリ（全曲）

### インディーズ時代のシングル
- ロボット（2003年5月7日 発売）

1. ロボット
2. ミウ

- いい顔（2005年12月7日 発売）

1. いい顔
2. キノピオ
3. 愛しき日々
4. いい顔（INSTRUMENTAL)

### インディーズ時代のアルバム
- できちゃった音楽～ヤドカリ meets the world（2004年9月8日 発売）

1. 愛の唄
2. けんか
3. ラヴ･ネックレス
4. チョッチ
5. 気になって
6. ホリデイ
7. アホウドリ（NHK山形放送局『やまナビ』のオープニング・テーマ「母なる月山の詩」の原曲）
8. 式場
9. トウメイ
10. いい顔

- またできちゃった音楽（2005年3月9日 発売）

1. 今日も元気出していこう
2. ちりめん
3. もってこい
4. ベートーベン
5. 僕のヒーロー
6. あー
7. 胸の内
8. ギンギンギラギラいい感じ
9. 夕日が暮れる頃
10. 帰り道ブルース

## タイアップ
- 30年後の君へ
  - TBS系「サンデージャポン」エンディングテーマ（2006年4月）
- 一生分の一日
  - 「広島工業大学」CMソング(2006年5月)
  - NHK「爆笑オンエアバトル」
- 君の背中
  - テレビ朝日系「ビートたけしのTVタックル」エンディングテーマ(2006年7月〜9月)
- ロンリーパパイヤ
  - NHK(福岡)「まるごと福岡トクテレ」オープニングテーマ(2007年4月〜)
- 今日も元気出していこう
  - NHK(中国／四国)「今日はここいこ！」(2007年4月)
- 宛て先
  - NHK(中国／四国)「今日はここいこ！」(2007年4月)

## 出演

### テレビ
- NHK「ウインターソングバトル」　成績 予選 485KB　　決勝　 946KB
- NHK「熱唱オンエアバトル」　成績 オンエア率4/5 最高KB 481KB
- RKB「チャートバスターズ」出演　(2005年12月)
- テレビ東京系音楽番組「LIVE BANG」出演　(2005年12月)
- KBC「ドォーモ」出演【九州6局ネット】　(2006年1月)
- NHK「熱唱オンエアバトル総集編」出演　(2006年1月)
- NHK「ポップジャム」出演　(2006年2月)
- テレビ東京系音楽番組「LIVE BANGチャンピオン大会」出演　(2006年2月)
- NHK「熱唱オンエアバトル第二回チャンピオン大会」ゲスト出演　(2006年3月)
- NHK「歌謡コンサート」出演　(2006年8月)
- KBC「ドォーモ」出演　(2006年10月)
- TV佐世保「スポットイン佐世保」出演　(2007年11月)
- NHK(福岡)「まるごと福岡トクテレ」出演　(2007年12月)
- NHK「金曜バラエティー」出演（生出演）（2009年1月）

### ラジオ
- NACK5 - 7月度パワーセレクションに「僕のヒーロー」　(2005年7月)
- FM福岡『ヤドカリの泰平でGO!!』OA　(2006年1月)
- FM秋田「いい顔」がマンスリーソングに！　(2006年1月)
- FM福岡『ヤドカリの今夜も寝かせない』　(2006/4－2006/9)
- ネットラジオ『ヤドカリのクリッククリック』配信　(2006年4月)
- NACK5「鬼玉」レギュラーコーナー『ヤドカリ魂』OA　(2007/6－2007/9)
- BAY-FM『ヤドカリの湾岸ストリート』　(2007/1－2007/3)
- ネットラジオ『ヤドカリの熱湯ラジオ沸騰中』配信　(2007年11月)
- FM佐世保生ゲスト出演　(2007年11月)
- 天神FM『R.P.M saturday』生ゲスト出演　(2007年11月)
- 秋田放送『ごくじょうラジオ』生ゲスト出演　(2007年11月)
- FM秋田『楽天あろまじお』生ゲスト出演　(2007年11月)
- FM福岡『シガキマサキの黄昏フリーク』ゲスト出演　(2007年12月)
- FM長崎『ヒラミンゴMOVE ON! FRIDAY』生ゲスト出演　(2007年12月)
- 長崎放送『ラジDONぶり』生ゲスト出演　(2007年12月)
- FM長崎『Fly-Day Wonder3』生ゲスト出演　(2007年12月)
- フレンズFM『ゆみちゃんねる』生ゲスト出演　(2007年12月)
- 南日本放送『381おんがくどう♪』ゲスト出演　(2007年12月)
- 九州朝日放送『KBCラジオチャリティミュージックソン』ゲスト出演　(2007年12月)
- 九州朝日放送『Dr.コパの黄金の扉』生電話ゲスト出演　(2008年1月)
- NHK-FM『夕べのひととき』ゲスト出演　(2008年1月)

### CM
- 第一交通産業

## ウインターソングバトル&熱唱オンエアバトルの結果
| オンエア？                                  | 回                                          | 重量（KB） | 順位   | 曲名                 |
| ------------------------------------------- | ------------------------------------------- | ---------- | ------ | -------------------- |
| ウインターソングバトル 2日目                | ウインターソングバトル 2日目                | 485KB      | 1/10位 | いい顔               |
| ウインターソングバトルチャンピオン大会決勝  | ウインターソングバトルチャンピオン大会決勝  | 946KB      | 1/9位  | いい顔               |
| オンエア                                    | 8                                           | 437KB      | 2/10位 | アホウドリ           |
|                                             | 13                                          | 393KB      | 6/10位 | けんか               |
| オンエア                                    | 19                                          | 465KB      | 1/10位 | もってこい           |
| オンエア                                    | 22                                          | 389KB      | 3/10位 | 夕日が暮れる頃       |
| 第1回チャンピオン大会予選                   | 第1回チャンピオン大会予選                   | 814KB      | 1/10位 | 僕のヒーロー         |
| 第1回チャンピオン大会決勝                   | 第1回チャンピオン大会決勝                   | 570KB      | 1/3位  | ベートーベン         |
| オンエア                                    | 36                                          | 481KB      | 1/10位 | ちりめん             |
| 熱唱オンエアバトル スペシャルライブ         | 熱唱オンエアバトル スペシャルライブ         |            |        | 僕のヒーロー、いい顔 |
| 第2回チャンピオン大会 ファイナル ゲストLIVE | 第2回チャンピオン大会 ファイナル ゲストLIVE |            |        | いい顔               |

| 熱唱オンエアバトル 年間チャンピオン |                         |                        |
| ―                                   | 初代（2005年） ヤドカリ | 2代目（2006年） 三叉路 |